# 猎德大桥
猎德大桥位于中华人民共和国廣東省广州市，为一条跨越珠江，连接天河区与海珠区的桥梁，是猎德大道（新光快速路）的一部分。
猎德大桥全长约4.3公里，主桥长480米，是独塔双索面空间自锚式悬索桥。桥的主体为双向六车道，两侧是宽3米至5米的行人和非机动车道。
工程于2006年动工。2009年7月30日上午，大桥局部试开通。2010年2月12日，北延线主线也正式通车。

## 相關事件
由于位于市区及悬索结构易于攀爬，已经多次上演跳橋秀。甚至有可能成为海珠橋第二。
尽管有关部门在桥的钢索底部设置了铁丝网并且涂上黄油，但跳桥者依然能够成功攀爬表达诉求。